# New York World-Telegram
Die New York World-Telegram, später bekannt als die New York World-Telegram and Sun, war eine New Yorker Zeitung, die von 1867 bis 1966 erschien.

## Geschichte
Die Zeitung wurde 1867 von James Gordon Bennett als The Evening Telegram gegründet und begann als Abendausgabe des New York Herald, der 1835 seine erste Ausgabe veröffentlichte. Nach Bennetts Tod erwarb der Zeitungs- und Zeitschrifteninhaber Frank A. Munsey im Juni 1920 The Telegram. Munseys Mitarbeiter Thomas W. Dewart, der verstorbene Verleger und Präsident der New York Sun, besaß die Zeitung anschließend zwei Jahre lang, nachdem Munsey 1925 verstorben war, ehe er die Zeitung 1927 für eine unbekannte Summe an Scripps verkaufte. Zum Zeitpunkt des Verkaufs hieß die Zeitung The New York Telegram und hatte eine Auflage von 200.000 Exemplaren.
Die Zeitung wurde nach dem Verkauf der New York World durch die Erben von Joseph Pulitzer an Scripps 1931 zum World-Telegram. Mehr als 2000 Mitarbeiter der Morgen-, Abend- und Sonntagsausgabe der World haben bei der Fusion ihren Arbeitsplatz verloren. Einige Starautoren wie Broun Heywood und Pegler Westbrook wurden allerdings von der neuen Zeitung gehalten.
Das World-Telegram hatte nach der Fusion einige Jahre lang den Ruf einer liberalen Zeitung, der auf Erinnerungen an die von Pulitzer betriebene World beruhte. Unter Howard Scripps rückte das Blatt jedoch stetig nach rechts und wurde schließlich zu einer konservativen Bastion.
1950 wurde die Zeitung zum New York World-Telegram and Sun, nachdem Dewart und seine Familie die Reste einer anderen Nachmittagszeitung, der New York Sun, an Scripps verkauft hatten.
Zu Beginn des Jahres 1966 führte der Vorschlag, New Yorks erstes gemeinsames Betriebsabkommen zu schaffen, zur Fusion von World-Telegram and Sun mit Hearsts Journal American. Die Absicht war, eine gemeinsame Nachmittagsausgabe mit einer separaten Morgenzeitung, der Herald Tribune, zu produzieren. Die letzte Ausgabe des World-Telegram and Sun erschien am 23. April 1966. Als jedoch Streiks den Eintritt des Betriebsabkommen verhinderten, schlossen sich die Zeitungen im August 1966 zur kurzlebigen New York World Journal Tribune zusammen, die nur bis zum 5. Mai 1967 bestehen blieb. Nach der Schließung erscheinen nur noch drei Tageszeitungen in New York: die New York Times, die New York Post und die New York Daily News.